# ルイ・シルヴァ (1994年生のサッカー選手)
- ルイ・シウバ

ルイ・ティアゴ・ダンテス・ダ・シルヴァ（Rui Tiago Dantas da Silva, 1994年2月7日 - ）は、ポルトガル・ポルト県マイア出身のサッカー選手。スポルティングCP所属。ポルトガル代表。ポジションはGK。

## 来歴
ユース時代をFCマイアで過ごし、2012年にCDナシオナルに入団。2014年1月26日の国内カップ戦タッサ・デ・リーガのレイションイスSC戦でプロデビューを果たし、デビュー戦で2-0の完封勝利を達成。同年5月11日のジル・ヴィセンテFC戦でプリメイラ・リーガ初出場。2014-15シーズンはリーグ戦9試合に出場し、2015-16シーズン以降は正GKを任された。
2017年1月27日、グラナダCFと4年半の契約を締結。しかし、途中加入した2016-17シーズンはラ・リーガ不出場に終わり、更にチームも最下位で終了し、2部に降格。2018-19シーズンから正GKを任され、40試合に出場し、チームを3シーズンぶりのリーガ復帰に導く。2019年9月2日のRCDエスパニョール戦で、リーガ初のクリーンシートを達成。続く15日のセルタ・デ・ビーゴ戦でも完封勝利を挙げ、更に22日のFCバルセロナ戦も2-0で勝利し、3試合連続の完封勝利を達成した。2021年5月26日、3シーズンを過ごしたグラナダを退団することを発表した。
2021年6月11日、レアル・ベティスと5年契約を締結した。当初はチリ代表クラウディオ・ブラボとポジションを争っていたが、次第にレギュラーに定着した。
2025年1月14日、スポルティングCPへレンタル移籍することが発表された。

## 代表経歴
2013年から2年間、ユース世代のポルトガル代表でプレーした。
2021年5月20日、UEFA EURO 2020を戦うポルトガル代表の26人に選出された。同年6月9日、イスラエル代表との親善試合にてポルトガル代表初出場を果たした。

## 個人成績

### クラブ
2021年5月13日現在
| クラブ       | シーズン     | リーグ             | リーグ | リーグ | カップ | カップ | リーグカップ | リーグカップ | 国際大会 | 国際大会 | 通算 | 通算 |
| クラブ       | シーズン     | ディヴィジョン     | 出場   | 得点   | 出場   | 得点   | 出場         | 得点         | 出場     | 得点     | 出場 | 得点 |
| ------------ | ------------ | ------------------ | ------ | ------ | ------ | ------ | ------------ | ------------ | -------- | -------- | ---- | ---- |
| ナシオナル   | 2013-14      | プリメイラ・リーガ | 1      | 0      | 0      | 0      | 1            | 0            | -        | -        | 1    | 0    |
| ナシオナル   | 2014-15      | プリメイラ・リーガ | 9      | 0      | 0      | 0      | 2            | 0            | 0        | 0        | 11   | 0    |
| ナシオナル   | 2015-16      | プリメイラ・リーガ | 22     | 0      | 1      | 0      | 0            | 0            | -        | -        | 23   | 0    |
| ナシオナル   | 2016-17      | プリメイラ・リーガ | 18     | 0      | 1      | 0      | 0            | 0            | -        | -        | 19   | 0    |
| ナシオナル   | クラブ通算   | クラブ通算         | 50     | 0      | 2      | 0      | 3            | 0            | 0        | 0        | 55   | 0    |
| グラナダ     | 2016-17      | ラ・リーガ         | 0      | 0      | 0      | 0      | -            | -            | -        | -        | 0    | 0    |
| グラナダ     | 2017-18      | セグンダ           | 4      | 0      | 1      | 0      | -            | -            | -        | -        | 5    | 0    |
| グラナダ     | 2018-19      | セグンダ           | 40     | 0      | 0      | 0      | -            | -            | -        | -        | 40   | 0    |
| グラナダ     | 2019-20      | ラ・リーガ         | 35     | 0      | 2      | 0      | -            | -            | -        | -        | 37   | 0    |
| グラナダ     | 2020-21      | ラ・リーガ         | 32     | 0      | 0      | 0      | -            | -            | 14       | 0        | 46   | 0    |
| グラナダ     | クラブ通算   | クラブ通算         | 111    | 0      | 3      | 0      | -            | -            | 14       | 0        | 128  | 0    |
| キャリア通算 | キャリア通算 | キャリア通算       | 161    | 0      | 5      | 0      | 3            | 0            | 14       | 0        | 183  | 0    |

## タイトル

### クラブ
レアル・ベティス
- コパ・デル・レイ : 1回 (2021-22)

### 個人
- セグンダ・ディビシオンサモラ賞 : 1回 (2018-19)